# Автомобильная промышленность Германии

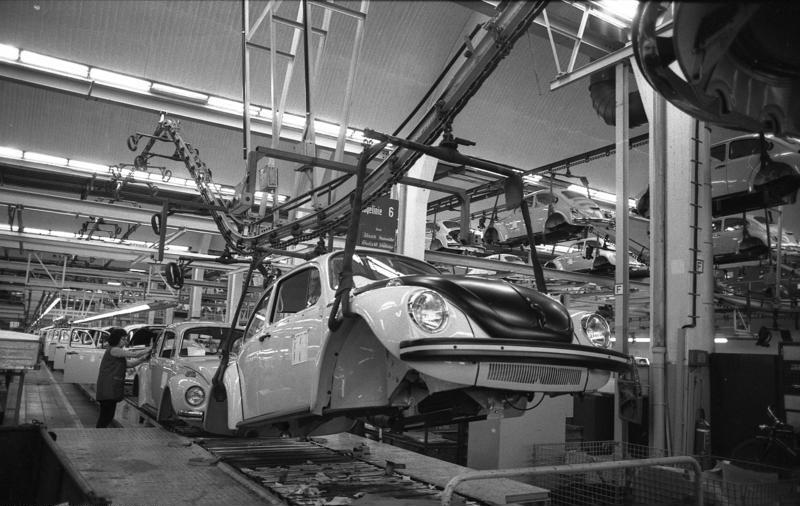
Линия сборки Фольксвагена в 1973 году

Автомобильная промышленность занимает одно из ведущих мест в экономике Германии. В период с 2017 года производство автомобилей в Германии сокращается. В 2021 году на территории страны было произведено 3,3 млн. автомобилей. Начиная с середины 1950-х гг., Германия является лидером в европейском производстве автомобилей, а в мире в 2022 году ФРГ заняла 6-е место, уступая Китаю, США, Японии, Индии и Южной Корее. В 2021 году в этой отрасли было занято 786 тыс. человек.

## История
Германия считается родиной автомобиля в современном понимании (хотя первые паровые локомобили (рутьеры) и дилижансы появились в Англии и Франции ещё в первой половине XIX века): в 1870-х Карл Бенц и Николаус Отто независимо друг от друга изобрели двигатель внутреннего сгорания, усовершенствованный в начале 1880-х Готтлибом Даймлером и Вильгельмом Майбахом; в 1885 году Бенц установил двигатель на лигроине на трёхколёсный экипаж, а в 1886 году двигатель такого же типа (на бензине) установил на четырёхколёсный экипаж Даймлер – оба этих транспортных средства признаны первыми в мире запатентованными автомобилями. В 1894 году фирма Бенца выпустила первый в мире развозной фургон, а в 1895-м – автобус с ДВС. В 1896 году фирма Даймлера первой в мире создала таксомотор и грузовик.
К 1901 году Кайзеровская Германия производила около 900 автомобилей в год.
До Первой мировой войны немецкий автопром  развивался с отставанием от европейской автомобильной промышленности, прежде всего Англии и Франции, не говоря уже о бурно развивавшемся автопроме США. Так, в 1913 году в Германии было выпущено только 19 743 автомобиля всех типов, из которых 12 400 – легковых. Во время войны автомобильная промышленность Германии испытывала дефицит сырья и рабочих рук, сократив производство к 1918 году до минимума.
Американский экономист Роберт А. Брэди подробно описал движение за рационализацию, которое сформировало немецкую промышленность в 1920-х, и хотя его общая модель трансформации и применима к автомобильной промышленности, но этот сектор оставался в плохом состоянии все годы существования Веймарской республики в 1918-1933 гг. Медленное развитие немецкой автомобильной промышленности в межвоенный период сделало немецкий рынок открытым для крупных американских автопроизводителей, таких как Ford Motor Company (которая учредила в Кёльне свою дочернюю компанию Ford-Werke в 1925 году) и General Motors (которая приобрела немецкую компанию Opel в 1929 году).
Тем не менее, достижением немецкого автопрома мирового значения в этот период стало внедрение в 1923-24 гг. фирмами Benz и MAN дизеля на грузовиках и автобусах, а также тракторах.
В 1926 году Карл Бенц и Пауль Даймлер (сын Готтлиба Даймлера) объединили свои компании в единый концерн Daimler-Benz, выпускающий и поныне автомобили под брендом Mercedes-Benz. Компания BMW была основана в 1916 году (как авиамоторостроительная компания), но выпуск автомобилей начала только в 1928 году.
Крах мировой экономики во время Великой депрессии в начале 1930-х вверг автомобильную промышленность Германии в тяжелый кризис. В то время как в 1920-х в Германии существовало 86 автомобильных компаний, только 12 из них пережили депрессию, включая Daimler-Benz, Opel и завод Ford-Werke. В 1932 году четыре крупнейших автопроизводителя страны — Horch, Dampf Kraft Wagen (DKW), Wanderer и Audi — создали совместное предприятие, известное как Auto Union, которое сыграло ведущую роль в восстановлении экономики Германии после депрессии.
Поворот в немецкой автомобильной промышленности произошел в середине 1930-х после прихода нацистской партии к власти в 1933 году. Нацисты ввели транспортную политику, известную как Motorisierung[de] («моторизация»), которую Адольф Гитлер считал ключевым элементом попыток легитимизировать нацистское правительство путем популистской кампании повышения уровня жизни населения. В дополнение созданию основной сети автомагистралей (в результате чего в 1935 году был построен первый автобан), был учреждён проект KdF-Wagen, который был направлен на создание и массовое производство надежного, но недорогого «народного автомобиля», итогом которого стал малолитражный заднемоторный седан KdF-38, представленный в 1937 году. Вокруг основанного в 1938 году нового большого завода KdF-Wagen вырос целый город Штадт дес КдФ-Вагенс бай Фаллерслебен в 1945 году переименованный в Вольфсбург, а завод – в Volkswagen, но фактически в конце 1939 года завод был перепрофилирован на выпуск военной техники (KdF Typ 82 и KdF Typ 166) вместо легковых автомобилей KdF-38 «Volkswagen» для гражданского населения.
После Второй мировой войны одним из самых массовых и долговыпускаемых легковых автомобилей в мире стал Volkswagen Käfer, произведённый за 65 лет на разных континентах в количестве свыше 21,5 млн экземпляров. Таким образом, ныне всемирно известные немецкие автомобильные компании Volkswagen и Porsche (основана в 1932 году как конструкторское бюро Фердинандом Порше, а выпуск спортивных и гоночных автомобилей под своей маркой фирма начала в 1950 году) появились ещё в нацистской Германии.
В период сосуществования двух немецких государств после Второй Мировой войны и до объединения Германии в 1990-м существовали два раздельных автопрома – в ФРГ, выпускавший до 4 млн автомобилей в год и занимавший второе место в мире после США в 1956-1966 гг. и третье место после США и Японии в 1967-1990 гг., а также в ГДР — выпускавший до 0,26 млн автомобилей в год (фактически был ликвидирован после объединения из-за полного морального устаревания продуктовой линейки). Автопром объединённой Германии также удерживал третье место в мире в 1990-2006 гг., после чего уступил автопрому Китаю – мировому лидеру с 2009 года. С 1998 по 2018 годы Германия производила на своей территории более 5 млн. автомобилей в год, однако с 2017 года производство начало сокращаться, а в 2022 году число автомобилей, изготовленных в ФРГ, составило 3677820 единиц.
Сегодня 5 компаний занимают доминирующее положение на рынке автомобильной индустрии Германии, это Volkswagen AG, BMW AG, Daimler AG, Opel и Ford Germany. 
Ежегодно в Германии выпускается около 3,5-4 млн автомобилей и ещё примерно 10-10,5 млн  автомобилей немецких брендов выпускается в других странах. Крупнейшая автомобильная компания Германии — группа Фольксваген — в 2022 году занимала в мире второе место (с 10 млн 382,3 тыс. проданных автомобилей), уступая только японскому концерну Toyota Motor (10 млн 466,1 тыс.).
По состоянию на середину 2023 года в Германии было зарегистрировано свыше 1,2 млн электромобилей; по планам правительства страны, до 2030 года по немецким дорогам должны передвигаться уже 15 млн электромобилей.

## Прочие действующие компании
- Alpina (с 1965 года)
- Apal (с 1999 года)
- Apollo (с 2004 года; на момент создания была известна как Gumpert)
- CityEl[англ.] ( с 1987 года)
- Isdera (с 1983 года)
- Jetcar[англ.] (с 2000 года)
- Keinath[англ.] (с 1996 года)
- Lotec (с 1981 года)
- Mansory (с 1989 года)
- Maybach (с 1921 по 1940 и с 2002 по 2013 годы)
- Melkus (с 1969 по 1980 и с 2006 по настоящее время)
- Ruf Automobile (с 1982 года)
- Smart (с 1997 года)
- Wiesmann (с 1985 года)
- Yes! (с 1999 года)